# كيفن مكدونالد
كيفن مكدونالد (بالإنجليزية: Kevin McDonald)‏ (26 يونيو 1985 بنيوكاسل أبون تاين في المملكة المتحدة - ) هو لاعب كرة قدم بريطاني في مركز الوسط. لعب مع نادي هيبرنيان ونادي كلايد ونادي ألوا أثليتيك وأردريونيانز وبونيروغ روز أثلاتيك ‏ وبيرويك راينجرز.

## وصلات خارجية
- كيفن مكدونالد على موقع قاعدة بيانات كرة القدم.إي يو (الإنجليزية)
- كيفن مكدونالد على موقع Soccerbase.com (لاعب) (الإنجليزية)